# Mooresville, Alabama
Mooresville är en ort i Limestone County i Alabama. Vid 2020 års folkräkning hade Mooresville 47 invånare.